# Dongming (sockenhuvudort i Kina, Heilongjiang Sheng, lat 47,56, long 130,83)
Dongming (kinesiska: 东明, 东明朝鲜族乡) är en sockenhuvudort i Kina. Den ligger i provinsen Heilongjiang, i den nordöstra delen av landet, omkring 380 kilometer nordost om provinshuvudstaden Harbin. Antalet invånare är 3 573. Befolkningen består av 1 715 kvinnor och 1 858 män. Barn under 15 år utgör 7,0 %, vuxna 15-64 år 84 %, och äldre över 65 år 8,0 %.
Runt Dongming är det ganska glesbefolkat, med 39 invånare per kvadratkilometer. Närmaste större samhälle är Fengxiang, 1,6 km nordväst om Dongming. Trakten runt Dongming består till största delen av jordbruksmark.
Genomsnittlig årsnederbörd är 937 millimeter. Den regnigaste månaden är juli, med i genomsnitt 225 mm nederbörd, och den torraste är januari, med 10 mm nederbörd.